# NGC 5952
NGC 5952 (другие обозначения — ZWG 50.30, NPM1G +05.0472, PGC 55496) — линзообразная галактика (S0) в созвездии Змея.
Этот объект входит в число перечисленных в оригинальной редакции «Нового общего каталога».